# 브올
브올(Beor, 히브리어: בְּעור Bə'ōr, "불타는 것")는 왕("브올의 아들 벨라")과 점술가("브올의 아들 발람")와 관련하여 나타나는 이름이다. 두 이름은 단 한 글자(ם, -m, 종종 이름 끝에 추가됨)만 다르기 때문에 학자들은 두 이름이 동일한 사람을 지칭한다는 가설을 세웠다.

## 성경에서
에돔 왕들의 목록에서 창세기는 "브올의 아들 벨라(בלע)"가 "이스라엘 자손을 다스리는 왕이 있기 전에" 다스린 에돔 왕 중 한 사람이었다고 기록하고 있다. 브올의 아들 벨라는 여덟 왕 중 첫 번째 왕으로 기록되어 있다. 창세기의 동일한 내용이 역대기에서도 반복된다.
"브올의 아들 발람(בלעם)"은 민수기의 잘 알려진 이야기에 등장하는데, 그곳에서 발람은 이스라엘 사람들을 저주하라는 요청을 받았지만 대신 그들을 반복적으로 축복했다. 나중에 그는 브올 산에서 이스라엘 사람들을 유혹하여 죄를 짓도록 선동한 자로 언급되며, 그로 인해 결국 죽임을 당한다. 그는 이전 성경 이야기의 개요를 반복하는 신명기의 구절에서 언급된다. 그의 아버지 브올은 프올 산의 이름과 연관되어 있을 수 있으며, 따라서 신 바알브올과 악마 벨페고르와도 연결될 수 있다.
브올은 미가서 6장 5절에도 언급되어 있다.